# Шевченкове (Тавежнянський старостинський округ)
Шевче́нкове — село в Україні, у Сахновщинській селищній громаді Берестинського району Харківської області. Населення — 209 осіб. До 2020 року орган місцевого самоврядування — Тавежнянська сільська рада.

## Географія
Село Шевченкове розташоване за 1 км від правого берега річки Вошива, вище за течією на відстані 1 км розташоване село Огіївка, нижче за течією на відстані 1,5 км — село Судиха, на протилежному березі — село Зелене.

## Історія
Село засноване 1932 року й перебувало у складі Сахновщинського району.
12 червня 2020 року, відповідно з розпорядження Кабінету Міністрів України № 725-р «Про визначення адміністративних центрів та затвердження територій територіальних громад Харківської області», Тавежнянська сільська рада об'єднана з Сахновщинською селищною громадою.
19 липня 2020 року, в результаті адміністративно-територіальної реформи та ліквідації Сахновщинського району, село увійшло до складу новоутвореного Красноградського (Берестинського) району.

## Економіка
- Молочно-товарна ферма.